# Luc Spada
Luc Vincent Spada (* 24. Mai 1985 in Luxemburg) ist ein luxemburgischer Schriftsteller, Schauspieler und Poet in deutscher Sprache. Er lebt in Berlin.

## Leben
Luc Spada wurde in München zum Schauspieler ausgebildet, er hatte einige Einsätze in Filmen und Theater und auf Lesebühnen und moderierte Poetry-Slams. Ab 2016 schrieb er die Kolumne Vollrausch und Erholung für das Lëtzebuerger Journal. Zu dieser Zeit richtete er den Fokus aufs Schreiben.
2021 erschien sein Album Ciao Luca, das Texte von ihm mit musikalischer Untermalung enthält.

## Filmografie (Auswahl)
- 2011: Tabu – Es ist die Seele ein Fremdes auf Erden
- 2011: Two the Price of One
- 2015: Die dunkle Seite des Mondes

## Veröffentlichungen
- So sehr du mich auch willst, du wirst mich immer mehr wollen, 2010, ISBN 978-2-87967-167-3
- Hasta la vista, Johnny: Walfer Bicherdeeg, Verlag Guy Binsfeld, 2011 (Mehrsprachige Anthologie), ISBN 978-2-87954-247-8
- Abführung der lebenswichtigen Mittelmässigkeit: Ein Remix von Luc Spada, 2013, ISBN 978-2-87954-265-2
- Erënnerungsraim: Texter iwwer Konscht, Kultur a Kollektiounen: Walfer Bicherdeeg, Verlag Guy Binsfeld 2013 (Mehrsprachige Anthologie), ISBN 978-2-87954-274-4
- Fester feieren – Texter iwwer Uläss, Gäscht a Festivitéiten: Walfer Bicherdeeg, Verlag Guy Binsfeld, 2014 (Mehrsprachige Anthologie), ISBN 978-2-87954-282-9
- Fass mich an – Beats.Punchlines.Bitchmoves., 2017, ISBN 978-99959-42-19-9
- Tullio Forgiarini: Leben. Nehmen., 2020 (Übersetzung aus dem luxemburgischen)
- Ciao Luca, 2021, Musikalbum